# Radziechowy-Wieprz (gmina)
La gmina de Radziechowy-Wieprz est une commune rurale de la voïvodie de Silésie et du powiat de Żywiec. Elle s'étend sur 65,94 km² et comptait 12 385 habitants en 2006. Son siège est le village de Wieprz qui se situe à environ 7 kilomètres au sud de Żywiec et à 70 kilomètres au sud de Katowice.

## Villages
La gmina de Radziechowy-Wieprz comprend les villages et localités de Brzuśnik, Bystra, Juszczyna, Przybędza, Radziechowy et Wieprz.

## Villes et gminy voisines
La gmina de Radziechowy-Wieprz est voisine de la ville de Żywiec et des gminy de Jeleśnia, Lipowa, Milówka, Świnna et Węgierska Górka.